# Żylicze (przystanek kolejowy)
Żylicze (biał. Жылічы; ros. Жиличи) – przystanek kolejowy w miejscowości Żylicze, w rejonie brzostowickim, w obwodzie grodzieńskim, na Białorusi. Leży na linii Wołkowysk – Brzostowica.